# Fänrikshjärta
Fänrikshjärta (Dicentra formosa) är en växtart i släktet fänrikshjärtan (Dicentra) och familjen vallmoväxter.

## Utbredning
Fänrikshjärtat förekommer i vilt tillstånd i västra Nordamerika, från mellersta Kalifornien i söder till sydvästra British Columbia i norr. Arten odlas som prydnadsväxt i andra delar av världen, och har som sådan spritts i naturen i Centraleuropa, på Brittiska öarna och i Norden. I Sverige förekommer den som förvildad främst i landets södra halva. Den klassas i Sverige som en främmande art med låg risk för invasivitet.

## Underarter
Utöver nominatformen D. f. subsp. formosa erkänns även underarten D. f. subsp. oregona.

## Synonymer
Enligt Plants of the World Online:
- Bicuculla formosa (Andrews) Howell
- Bikukulla formosa (Andrews) Coville
- Capnorchis formosa (Andrews) Planch.
- Diclytra formosa (Andrews) DC.
- Dielytra formosa (Andrews) G.Don
- Eucapnos formosa (Andrews) Bernh.
- Fumaria formosa Andrews

Synonymer till underarten D. f. subsp. formosa
- Corydalis biaurita Hornem.
- Corydalis formosa Spreng.
- Dicentra formosa var. breviflora L.F.Hend.
- Dicentra saccata (Nutt.) Walp.
- Dielytra saccata Nutt.
- Fumaria biaurita Vahl ex Steud.

Synonymer till underarten D. f. subsp. oregona
- Dicentra formosa f. oregona (Eastw.) Melle
- Dicentra oregona Eastw.